# Piedritas
Piedritas es una localidad argentina del partido de General Villegas, provincia de Buenos Aires, Argentina.

## Historia
Historia de fortines y luchas
La historia de Piedritas comienza a tejerse en 1869, bajo la presidencia de Domingo F. Sarmiento. Por ese entonces, el Coronel Martín de Gainza , entusiasta partidario de ampliar la frontera y terminar con el desierto, ocupaba el Ministerio de Guerra. Desde su puesto, comisionó al Coronel de Ingenieros Juan Fernando Czetz para trazar una línea de frontera. Czetz, junto al Coronel Antonio Benavidez, jefe de la frontera sur de Santa Fe, fueron los encargados de levantar primero los planos y luego los fortines con las respectivas comandancias. Se inició así la historia más lejana de la localidad.
Piedritas se hallaba bajo la influencia de los fuertes más importantes de la zona: el "Coronel Gainza" ubicado a 27 km al norte, el "San Genaro" a 23 km al oeste y el fuerte "Díaz" a 20 km  al noroeste.
Esta situación se mantuvo hasta los años 1876/77, cuando se produjo un nuevo avance de la frontera, iniciativa del entonces Ministro de Guerra y Marina Dr. Adolfo Alsina.
Se ocuparon lugares estratégicos como Italo, Trenque Lauquen, Guamini, Carhue y Puan, unidos entre sí por una cadena de fortines y zanjas llamada "Nacional o de Alsina", quedando la línea de frontera de 1869 a retaguardia.
Cuando finalizó la última etapa de la llamada Conquista del Desierto, Piedritas pertenecía a la provincia de Córdoba. El pleito fue llevado a la Suprema Corte de Justicia, quien dictaminó la delimitación actual.

## El papel del Ferrocarril
Como en tantos pueblos argentinos, el ferrocarril tiene protagonismo en la historia de Piedritas. En 1902 la Compañía del Ferrocarril Buenos Aires al Pacífico proyectó la construcción del Ramal Alberdi - Hipólito Bouchard. El primer tramo de Alberdi a Pichincha se inauguró el 15 de agosto de 1905; el segundo –de Pichincha a Emilio V. Bunge, sector donde estaba la estación “Piedritas”-, el 30 de noviembre. El 13 de septiembre de 1906 se inauguró la sección Pichincha-Bunge y, por resolución se designó con el nombre de “Piedritas” a la estación construida en el "km 119,644" .
La cercanía de alguna estancia, pulpería, posta o población servían de referente a la Compañía para la ubicación de la estación. En este caso, la referencia fue la estancia “Las Piedras”, con los puestos “Las Piedras Chicas” y “Las Piedras Grandes”. Al comprar parte de estas tierras la Sociedad en Acciones de Bienes Rurales, en el lugar conocido como Piedras Chicas, formó un establecimiento rural con el diminutivo de Piedritas. En estas circunstancias, Juan Moussompés concibió la idea de fundar un pueblo, lindante a la estación. El proyecto comenzó a elaborarse y coincidió su terminación con la inauguración del segundo tramo de la línea Pichincha-Emilio Bunge, el 30 de noviembre de 1905.
Juntamente con el paso del ferrocarril se realizaron las primeras ventas de solares y quintas, sobre la base de un plano que tenía 10 manzanas, con 8 lotes cada una y 14 quintas de distintas dimensiones. El 20 y 21 de febrero de 1906, el escribano Larravide comenzó a escriturar los primeros solares rematados. Así aparecen los nombres de los primeros pobladores de Piedritas: José Canella; José Fabre; Nicolás Bustamante; Pablo Bangardami. Posteriormente se realizó un segundo remate. Al mismo tiempo, Domingo Moussompés y Suhurt fraccionó los campos “Santa Teresa en Confirmación”, en honor a su madre Teresa Suhurt de Moussompés. Este poblado estaba situado a 4 km al noroeste de la estación Piedritas. Pese al ambicioso plan de su fundador y al auge inicial, dicha localización no prosperó debido a la pujanza del progreso que imponía Piedritas con el ferrocarril.

## Instituciones
Pasaron cien años y Piedritas fue creciendo constantemente. En sucesivas etapas llegó el pavimento, la ruta 33 fue asfaltada; se creó Bomberos Voluntarios que hoy es un orgullo para la localidad por su organización y equipamiento.
Además, en 1927 nació la Sociedad Cosmopolita RyS, y, en 1954 el Social, Cultural y Deportivo Santa Rita. Ambos tienen una función destacada en la comunidad y continúan expandiéndose.
En educación, los establecimientos primarios, jardines de infantes y Escuela Media han sido remodelados para adecuarlos a la realidad, en especial la secundaria que hoy cuenta con un edificio moderno con grandes comodidades.
La fundación de la Cooperativa Eléctrica fue dotando a la población no sólo de un excelente servicio de luz sino que se expandió y tiene a su cargo otros servicios como el telefónico, agua potable, ambulancias, sala velatoria, coches fúnebres, nicheras.

## Población
Cuenta con 2,160 habitantes (Indec, 2010), lo que representa un incremento del 18% frente a los 1,822 habitantes (Indec, 2001) del censo anterior.
| Gráfica de evolución demográfica de Piedritas entre 1960 y 2010 |
|                                                                 |
| Fuentes: INDEC                                                  |